# Nossebro
Nossebro är en tätort på gränsen mellan  Essunga och Bärebergs socknar i Västergötland och centralort i Essunga kommun, Västra Götalands län. Ån Nossan rinner igenom tätorten. Nossebro ligger cirka 16 km väst-sydväst om Vara, cirka 20 km norr om Vårgårda och cirka åtta mil nordost om Göteborg.

## Historia

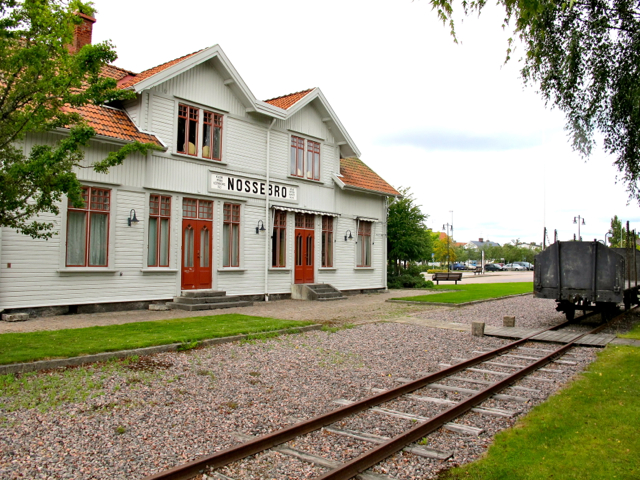
Den nedlagda järnvägsstationen i Nossebro

Nossebro är som samhälle förhållandevis ungt, i mitten av 1800-talet finns Nossebro på kartor bara utmärkt som bro över ån Nossan. På den mark där Nossebro ligger idag hittar man istället Stallaholm eller Stora Stall. Det var namnet på ett säteri och en mindre by med anor från 1500-talet, vilken under 1600-talet ägdes av ätten Papegoja. 
Det som kom att få avgörande betydelse för Nossebro var Västgötabanan mellan Göteborg och Gårdsjö som invigdes 1900. Orten var då en liten by med omkring 150 invånare. Med järnvägen kom handlare och hus byggdes. Företag startades, post och bank öppnade. Mer fart på utvecklingen blev det när Nossebro också fick järnvägsförbindelse med Trollhättan via Trollhättan–Nossebro Järnväg, vilket skedde 1916. Från Trollhättan kom Gustav Neck (Nicklasson) och startade varmförzinkningsfabriken Necks Verkstäder vilken som mest hade mellan 300 och 400 anställda. Necks var stor leverantör av varmförzinkade smidesprodukter till Vattenfall och Televerket. 1994 flyttades dock större delen av verksamheten i företaget till Polen.
Till de första årtiondena på 1900-talet hörde också Nossebro Mejeri, Nossebro Bryggeri, Centralföreningen och Sollebrunns Spannmålshandel. Av dessa finns endast den sistnämnda kvar, nu under namnet Svenska Foder. År 1925 hade befolkningsantalet ökat till 475 personer.
Nossebro är beläget i Essunga socken och Bärebergs socken och ingick efter kommunreformen 1862 i Essunga landskommun och Bärebergs landskommun. I dessa inrättades för orten 15 februari 1918 Nossebro municipalsamhälle, som från 1951 enbart låg i Essunga landskommun där municipalsamhället upplöstes 31 december 1963. Orten ingår sedan 1971 i Essunga kommun. Nossebro var från 1952 centralort i Essunga landskommun och från 1971 i Essunga kommun.

### Befolkningsutveckling

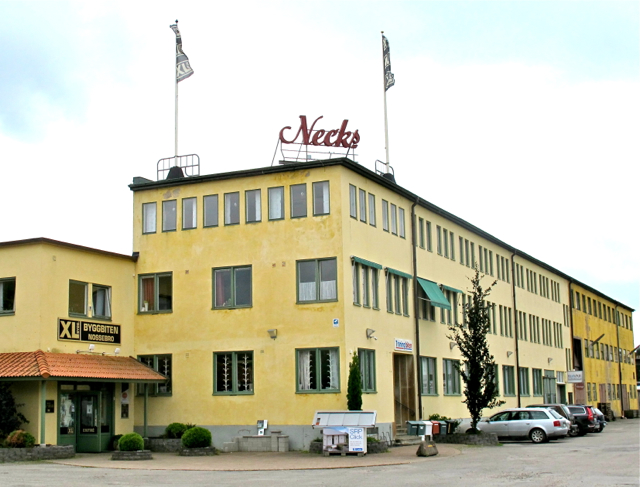
Den tidigare Necksfabriken i Nossebro

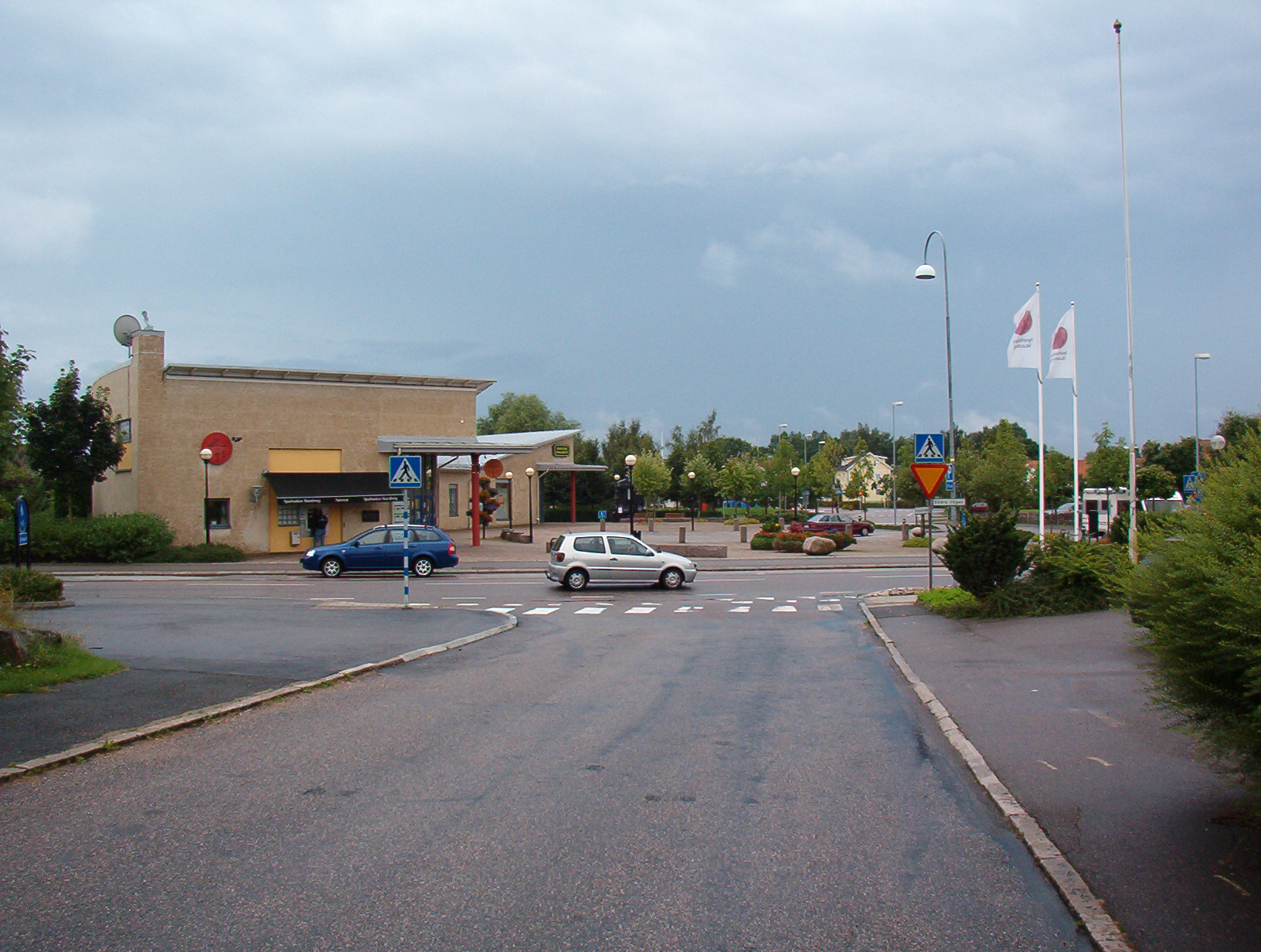
Nossebro centrum

| Befolkningsutvecklingen i Nossebro 1960–2020 | Befolkningsutvecklingen i Nossebro 1960–2020 | Befolkningsutvecklingen i Nossebro 1960–2020 | Befolkningsutvecklingen i Nossebro 1960–2020 | Befolkningsutvecklingen i Nossebro 1960–2020 |
| -------------------------------------------- | -------------------------------------------- | -------------------------------------------- | -------------------------------------------- | -------------------------------------------- |
|                                              |                                              |                                              |                                              |                                              |
| År                                           |                                              |                                              | Folkmängd                                    | Areal (ha)                                   |
| 1960                                         | 1960                                         |                                              | 1 335                                        |                                              |
| 1965                                         | 1965                                         |                                              | 1 329                                        |                                              |
| 1970                                         | 1970                                         |                                              | 1 522                                        |                                              |
| 1975                                         | 1975                                         |                                              | 1 688                                        |                                              |
| 1980                                         | 1980                                         |                                              | 1 799                                        |                                              |
| 1990                                         | 1990                                         |                                              | 1 930                                        | 180                                          |
| 1995                                         | 1995                                         |                                              | 1 890                                        | 180                                          |
| 2000                                         | 2000                                         |                                              | 1 734                                        | 183                                          |
| 2005                                         | 2005                                         |                                              | 1 774                                        | 183                                          |
| 2010                                         | 2010                                         |                                              | 1 846                                        | 185                                          |
| 2015                                         | 2015                                         |                                              | 1 884                                        | 187                                          |
| 2020                                         | 2020                                         |                                              | 1 941                                        | 191                                          |
|                                              |                                              |                                              |                                              |                                              |

## Samhället
I Nossebro finns Nossebro kyrka, skolor, vårdcentral, bank, systembolag, bibliotek och kommunhus.
Skaraborgs läns enskilda bank öppnade ett kontor i Nossebro den 14 september 1903. Senare öppnade även Skaraborgs läns sparbank ett kontor. Skaraborgsbanken fanns kvar i Nossebro under resten av dess existens, men kontoret drogs in av dess efterträdare. Därefter hade sparbanken ortens enda bankkontor.

## Kommunikationer
Den 1 januari 1900 öppnades Nossebro järnvägsstation på linjen Gårdsjö–Göteborg. Den lades ned den 24 augusti 1970.

## Utbildning
En skola för elever i årskurs 7–9 uppfördes 1964 i Nossebro. Dit kom så småningom även elever från närliggande Bjärke (Alingsås) kommun.

## Sevärdheter

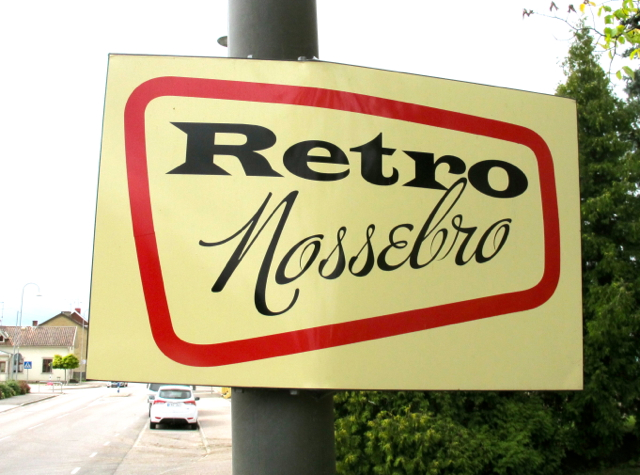
Retro Nossebro

På torget (Stureplan) bredvid ICA-butiken står världens största fungerande sax (6,44 m lång och 280 kg tung) som användes till att inviga renoveringen av Storgatan i Nossebro den 27 maj 1994.
Andra sevärdheter är på Gustavsplatsen industriminnet från Necks Verkstäder ”Hejaren”, som användes till smidesarbeten. Intill skolan finns konstnären Algot Galles konstverk ”Det är bättre med stimmet utanför”. Det finns flera andra sevärda konstverk i samhället, till exempel ”Vattentrappa” vid Fontäntorget. Konstverket uppfördes 1975 på uppdrag av Lions Club, konstnär är Roland Andersson.
Nossebro har uppmärksammats mycket de senaste åren genom projektet Retro Nossebro, som fångar upp miljöer, arrangemang, händelser och sevärdheter från tidsperioden 1950–1970-talen. Storgatan som går genom samhället har flera byggnader och butiker där de tidstypiska detaljerna har bevarats.

## Evenemang
Sedan augusti 1903 har det även varit marknad i Nossebro, Nossebro Marknad, den sista onsdagen i varje månad utom i december. Utbudet är stort, bland annat kläder, skor, blommor, godis och hemslöjd. Exempel på andra evenemang är Veteranmarknaderna (dels sista lördagen i april, dels tredje lördagen i augusti) och Nossebro Motorlördag (första lördagen i juni).